# Nickenson Prudhomme
Pour les articles homonymes, voir Prudhomme et Prud'homme.
Nickenson Prudhomme (né le 4 septembre 1976) est un claviériste et chanteur de Kompa. Il a fait partie du groupe Zenglen et évolue présentement au sein de la formation Harmonik dont il est le fondateur.
Il a également eu un énorme succès avec son album solo Première danse. L'artiste a également produit de nombreux morceaux « zouk love » à succès tels que Pani Pli Bel du groupe Face à Face, On line de Tina Ly & Ali Angel, Si ou renmen'm de Warren et She is my de Nichols.